# StB
Securitatea Statului (în cehă Státní bezpečnost, în slovacă Štátna bezpečnosť) sau StB / ŠtB a fost forța de poliție politică (secretă) din Cehoslovacia comunistă începând cu 1945 până la dizolvarea acesteia în 1990. A servit ca o agenție de informații și contrainformații și s-a ocupat de orice activitate care era considerată opoziție față de Partidul Comunist din Cehoslovacia și de stat.

## Istorie

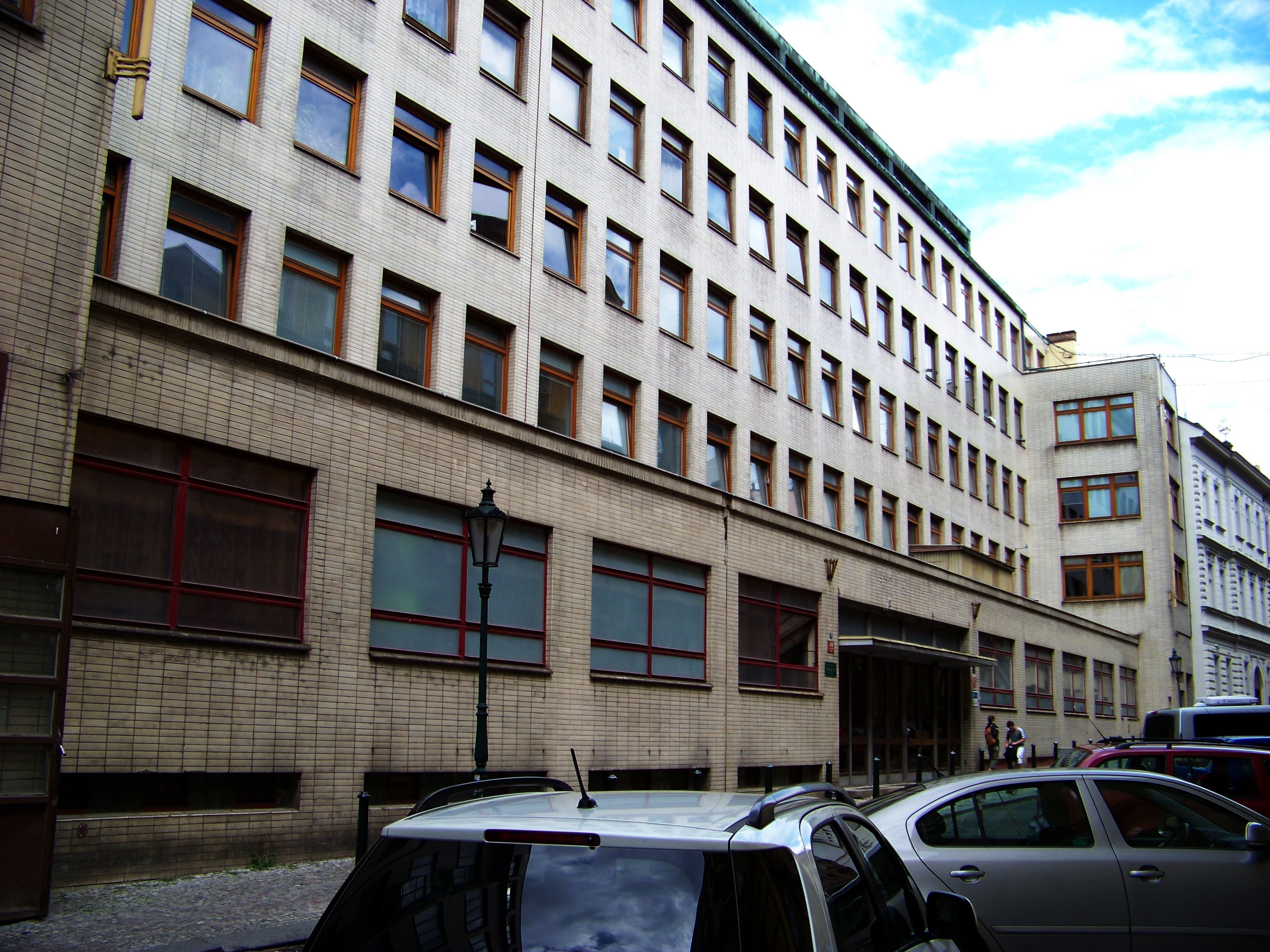
Fostul sediu al StB, Orașul Vechi (Praga)

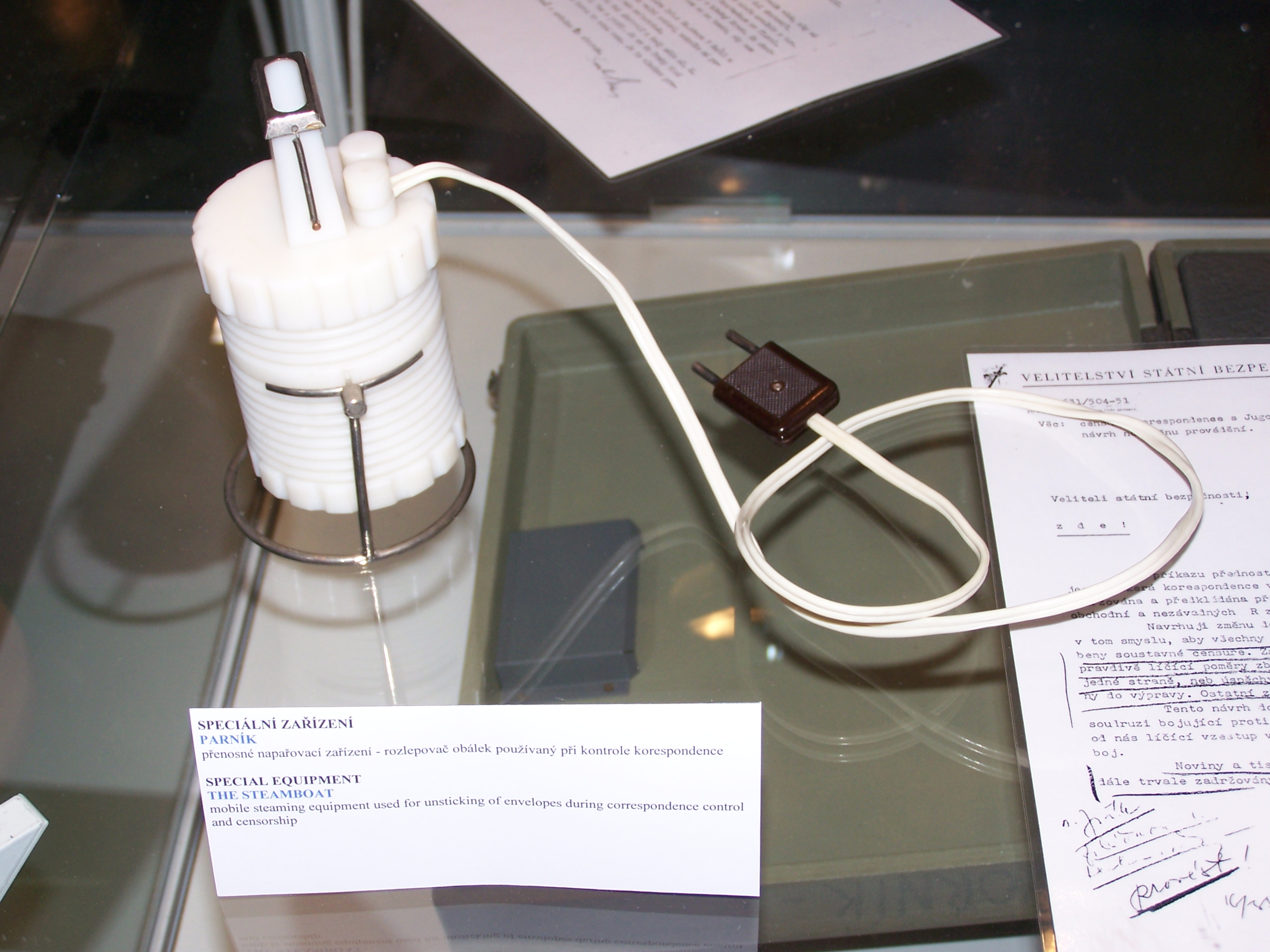
Deschizător de scrisori folosit de StB

De la fondarea sa la 30 iunie 1945, StB a fost controlat de către Partidul Comunist din Cehoslovacia. Partidul a folosit StB ca instrument de putere și represiune; Securitatea Statului a spionat și intimidat adversarii politici ai partidului și a falsificat dovezi penale împotriva lor, facilitând ascensiunea comuniștilor la putere în 1948.
După sosirea consilierilor sovietici în 1949, la aproape un an după ce Partidul Comunist din Cehoslovacia a preluat puterea, StB a început să sufere o schimbare ideologică fundamentală, pe măsură ce generația mai veche de poliție secretă cu experiență, educație și în mare parte din clasa de mijloc a început să fie înlocuită sau epurată. Înlocuitorii au fost o generație mai tânără de poliție secretă, care au provenit în mare parte din mediul clasei muncitoare și care au fost sub o propagandă puternică privind retorica intensă a luptei de clasă și a loialității politice. Sub tutela consilierilor sovietici, tânăra generație a adoptat o ideologie stalinistă și a obținut mărturisiri forțate⁠(d) prin intermediul torturii, inclusiv prin utilizarea de droguri psihoactive, șantaj și răpire.
Alte practici comune au inclus interceptări telefonice, monitorizarea permanentă a apartamentelor, interceptarea corespondenței private, percheziții la domiciliu, supraveghere și arestări și acuzări pentru așa-numita „subversiune a republicii”.
După lovitura de stat din Cehoslovacia, între 1948 și 1951 StB a declanșat Operațiunea Piatra de Graniță (în cehă: Akce Kámen) pentru a captura cetățenii care au încercat să dezerteze și să treacă de Cortina de Fier. Potrivit unor surse, operațiunea a continuat până în 1958.
În 1964, StB a susținut public că a descoperit documente din epoca nazistă ascunse sub apele lacului Černé jezero, un lac din Cehia din Šumava, la granița cu Germania de Vest. Aceasta a fost o operațiune comună de dezinformare a StB și KGB de a planta documente false cu scopul de a discredita politicienii occidentali prin dezvăluirea numelor foștilor informatori naziști pe care îi foloseau în continuare ca spioni în Europa de Est și să facă presiuni asupra Germaniei de Vest pentru a extinde termenul de prescripție pentru urmărirea penală a criminalilor de război.. Operațiunea a avut un oarecare succes temporar.
În anii 1970, StB a fost principalul susținător al Brigăzilor Roșii, o organizație militantă de extremă stângă italiană. În cooperare cu Organizația pentru Eliberarea Palestinei (OLP), StB a oferit sprijin logistic și instruire pentru Brigăzile Roșii în tabere de antrenament OLP din Africa de Nord și Siria.
Rolul StB în căderea regimului din 1989 a rămas incert. Uciderea unui student de către poliție în timpul unei demonstrații pașnice din 17 noiembrie 1989 a fost catalizatorul unui sprijin public mai larg și a altor demonstrații, care au dus la răsturnarea regimului comunist. 
Conform agentului StB Ludvík Zifčák⁠(cs)[traduceți], acesta ar fi interpretat rolul unui student mort fictiv, Martin Šmíd, despre care se presupune că a fost ucis în atacul poliției din 17 noiembrie 1989. Cu toate acestea, în 1992, Comisia parlamentară cehoslovacă de investigare a evenimentelor din 17 noiembrie 1989 a exclus mărturia lui Zifčák, afirmând că „rolul fostului locotenent StB L. Zifčák a fost doar marginal, fără nicio legătură cu evenimentele critice și fără niciun efort activ de a influența aceste circumstanțe. Mărturia prin care își atribuie lui însuși un rol-cheie în evenimentele din noiembrie se bazează pe fapte, care fie sunt imposibile din punct de vedere tehnic, fie contrazic acțiunile persoanelor menționate de el, care au urmărit scopuri complet diferite.”
Securitatea Statului a fost desființată la 1 februarie 1990. 
Agenția actuală de informații a Republicii Cehe este Serviciul de Securitate de Informații (BIS, în ceă: Bezpečnostní informační služba). Aceasta a fost creată la 30 iulie 1994. În prezent, foștilor angajați și asociați (informatori) ai StB le este interzis să ocupe anumite locuri de muncă, ca de exemplu legislatori sau ofițeri de poliție.
Legea privind ilegalitatea regimului comunist și rezistența la acesta⁠(d) (în cehă: Zákon o protiprávnosti komunistického režimu a o odporu proti němu, zákon č. 198/1993 Sb.) prevede că StB, ca organizație bazată pe ideologia Partidului Comunist, „și-a propus să suprime drepturile omului și democrația prin activitățile sale” și, prin urmare, se bazează pe o ideologie criminală.

## Organizare în cadrul guvernului cehoslovac
Securitatea statului a fost parte a Corpului de Securitate Națională (în cehă Sbor národní bezpečnosti, SNB; în slovacă Zbor národnej bezpečnosti, ZNB) împreună cu Securitatea publică (în cehă Veřejná bezpečnost, VB; în slovacă Verejná bezpečnosť, VB) – o forță în uniformă care îndeplinea sarcini standard de poliție. Ambele forțe au lucrat la nivel regional și districtual, supravegheate de Ministerul de Interne al Republicii Socialiste Cehoslovace, dar au fost conduse operațional de Ministerul de Interne Federal. Au avut însemne similare ca și poliția obișnuită.

## Directori
- Jindřich Veselý (1948–1950)
- Osvald Závodský (1950–1951)
- Jaroslav Hora (1951–1951)
- Antonin Prchal (1951-1956)
- Viliam Salgovic (1968-1968)
- Ján Hanuliak (1970–1979)
- Ján Kováč (1979–1985)
- Alojz Lorenc (1985–1990)

## Listă de agenți și colaboratori StB
La începutul anilor 1990, fostul dizident și „vânător de (agenți) StB” Petr Cibulka⁠(d) a publicat numele a peste 200.000 de presupuși ofițeri și colaboratori StB, care au spionat și au raportat despre membri ai familiei, prieteni, vecini și colegi.
Pavel Bret, director adjunct al Biroului de Documentare și Investigare a Crimelor Comunismului⁠(d) (în cehă: Úřad dokumentace a vyšetřování zločinů komunismu), a criticat listele lui Petr Cibulka, spunând: „Este periculos să folosești lista neagră amplă. Nu trebuie să uităm cine le-a întocmit. Dacă [Cibulka] vrea să fie obiectiv, ar trebui să informeze publicul despre cum au fost recrutați oamenii -- că deseori s-a făcut prin documente compromițătoare, extorcare, bătăi -- sau colaborarea lor a fost falsificată".
În 2003, Ministerul de Interne a publicat o listă oficială cu 75.000 de agenți și colaboratori StB, inclusiv 3.000 de nume de colaboratori din străinătate.
Conform postului Radio Praga, „Ministerul spune că (lista sa) conține mai puține nume decât cea al lui Petr Cibulka, deoarece îi listează doar pe cei care au colaborat cu StB în cunoștință de cauză, nu pe cei care au fost considerați potențiali informatori”.

## În cultura populară
Monster⁠(d), o manga scrisă de Naoki Urasawa⁠(d) din 1994 până în 2001, care a fost ulterior adaptată ca un anime, folosește StB ca element al complotului și implică ideea că aceștia încă au activat în umbră după presupusa lor dizolvare. Câțiva foști membri StB sunt personaje secundare în seria manga și anime.
În jocul video produs de Konami Metal Gear 2: Solid Snake⁠(d) apare o agentă StB pe nume Gustava Heffner („Natasha Marcova” în scenariul original), care este aliată a lui Solid Snake⁠(d).